# Кираат
Кираат (араб. قراءة‎ —  чтение, декламация‎) — чтение Корана вслух в ритуальных целях. Существуют разные виды кираатов, отличающиеся вариантами огласовки, особенностями произношения, музыкальным и интонационным строем, темпом и расположением пауз.

## Этимология
Арабское слово аль-кира’ат означает «чтение», «декламация». Оно имеет тот же корень, что и слово аль-Кур’ан (Коран). В первые годы существования мусульманской общины термином аль-Кур’а̄н обозначались отдельные откровения, а в последующем весь свод откровений Мухаммеда.

## История
Кираат играл значительную роль в ритуальной практике уже с первых лет возникновения мусульманской общины. В одном из хадисов переданных от Умара ибн аль-Хаттаба говорится о том, что Умар услышал, как Хишама ибн Хакима чтение суры «Фуркан» несколько в отличной форме, чем та, в какой он слышал её от Мухаммеда. Услышав от Хишама, что этому чтению научил его сам Мухаммед, Умар схватил его и повёл к Мухаммеду, который, выслушав чтение суры обоих, сказал: «Знайте, что Коран ниспослан в семи формах чтения (харф). Читайте тот из них, который для вас легче». До переселения (хиджры) мусульман из Мекки в Медину Коран читался исключительно на курайшитском диалекте. С принятием ислама другими арабскими племенами появилась необходимость чтения некоторых частей Корана на других диалектах арабского языка. Для этого Мухаммед попросил у Аллаха дать разрешение читать Коран и на других диалектах.
После смерти Мухаммеда у мусульман не было законченной книги его откровений, а были лишь отрывочные записи и люди, которые помнили значительную часть откровений наизусть (хафизы). Отсутствие диакритических знаков в арабском письме вело к возможности вариантного понимания и чтения сохранившихся записей, что приводило к разногласиям среди первых мусульман. Появление разночтений в Коране могло привести к серьёзным политическим проблемам, так как откровения Мухаммеда играли основополагающую роль в регламентации жизни мусульманской общины и всего Арабского халифата.
Во времена правления Праведного халифа Усмана ибн Аффана (между 650 и 656 гг.) была предпринята попытка выработки единого текста Корана. Несмотря на то, что все прочие копии было предписано уничтожить, ряд авторитетных сподвижников Мухаммеда, такие как Абдуллах ибн Масуд и Убайй ибн Ка‘б, продолжали сохранять «свои» экземпляры Корана. Специальная группа лиц, профессионально занимавшихся запоминанием и декламацией Корана (курра̄’, мн.ч. от ка̄ри’) сохраняли в памяти текст откровений Мухаммеда. Отсутствие в первых экземплярах Корана (мусхаф) диакритических знаков, позволявших отличить ряд букв друг от друга в тексте, продолжало создавать возможность вариантного чтения. Составление «официального» текста ознаменовало первый шаг в возникновении «науки декламации Корана» (‘ильм аль-кира̄’ат). Эта дисциплина впоследствии стала одной из важнейших направлений мусульманской филологии и теологии.
С конца VII по конец IX в. велась работа по внедрению в «официальный» текст Корана диакритики. Дошедшие до наших дней рукописи сохранили предлагавшиеся варианты диакритических знаков. В создание однозначной огласовки Корана большой вклад внесли Наср ибн Асим (ум. в 707 г.) и Яхья ибн Ямур (ум. в 746 г.). Одновременно с проблемой огласовки решалась и проблема анализа реальных расхождений в рукописях и составления сводов кираатов. Проблемам чтения Корана были посвящены работы ранних исламских богословов. Так Ибн Абу Дауд (ум. в 928 г.) проанализировал ранние списки Корана и выделил ряд «неканонических» вариантных кираатов.
«Имам чтецов Багдада» Ибн Муджахид (859—936) в своём сочинении «Кира’ат ас-саб‘а» представил семь систем декламации Корана, бытовавшие в Мекке, Медине, Дамаске, Басре и Куфе. Каждая из этих систем была дана в двух несколько отличающихся вариантах передачи (ривайа). Другие богословы говорили о 10 и 14 кираатах.
Из вошедших в труд Ибн Муджахида кираатах, в настоящее время практически сохраняют значение только три кираата:
- Система куфийского кари Асима (ум. в 744 г.) в передаче Хафса (ум. в 805 г.). На кираате Асима основано египетское издание Корана (1919, 1923, 1928 гг.), которое завершило труд поколений мусульманских учёных в ‘ильм аль-кира’ат и переиздаётся во всех мусульманских странах. Подавляющее большинство современных мусульман читает его именно в этом чтении.
- Система мединского кари Нафи аль-Мадани (ум. в 785 г.). Эта система Нафи сохраняет популярность в Северной Африке.
- Система Абу Амра (ум. в 770). Фактически читается только в некоторых областях Судана[3].

## Смысл семи харфов
Исламские богословы высказывали различные мнения по поводу семи харфов. Ибн Хаджар аль-Аскаляни ссылаясь на имама Куртуби, который в свою очередь ссылался на Ибн Хиббана, говорил о 35 мнениях. Вот некоторые из них.
- Цель ниспослания Корана в семи чтениях заключается в возможности чтения семью способами. Однако это не означает того, что в Коране все слова и предложения имеют семь смыслов.
- Событие, произошедшее между Умаром и Хишамом не единственное в исламской истории. Например, описаны аналогичные случаи между Убаййем ибн Каабом и Ибн Масудом.
- Выражение «Коран ниспослан в семи формах чтения», сказанное в хадисе от Умара ибн аль-Хаттаба означает то, что одна и та же сура ниспосылалась семь раз. В сборнике хадисов аль-Бухари приводятся слова Мухаммеда: «Джибриль читал мне Коран в одном варианте (харф). Я обратился к нему и попросил его читать в нескольких вариантах, и он увеличил (количество чтений). Я попросил его ещё, и он ещё раз увеличил. И так продолжалось до семи (вариантов чтения)».
- Семь чтений имеют социальное значение, на что указывает хадис, приведённый у имама ат-Тирмизи. В нём Мухаммед говорит Джибрилю: «Я был послан из неграмотных к организованной общине. (Не все одинаковы в силе, понимании и знаниях), кто-то раб, кто-то наложница, а кто-то неграмотный». На это Ангел Джибриль ответил, что в Коране содержится смысловое богатство, и он ниспослан для уровня всех людей по степени их восприятия: «О, Мухаммед! (Не беспокойся, ведь) Коран ниспослан в семи (вариантах чтения)».
- В связи с тем, что Коран был ниспослан в семи чтениях, в комментариях к нему есть несущественные различия.
- Праведный халиф Усман, распорядившийся размножить экземпляры Корана, приказал читать его только на курайшитском диалекте.
- Под семью харфами подразумеваются арабские диалекты: Курайш, Хузайл, Сакиф, Хавазин, Кинана, Тамим и Айман[3].

## Чтецы
Семь знаменитых чтецов (кари) Корана:
1. Нафи аль-Мадани (ум. в 785);
2. Ибн Касир аль-Макки (ум. в 737);
3. Абу Амр ибн аль-Аля (ум. в 770);
4. Ибн Амир аль-Яхсуби (ум. в 736);
5. Асим ибн Абу Наджуд (ум. в 744);
6. Хамза аз-Зайят (ум. в 772);
7. Абу-ль-Хасан аль-Кисаи (ум. в 804)[3].

Шамсуддин Мухаммед ибн аль-Джазири прибавил к этому списку ещё трёх кари:
1. Халяф аль-Багдади (ум. в 843);
2. Язид аль-Мадани (ум. в 747);
3. Якуб аль-Хадрами (ум. в 820)[3].